# Santa-R-Klasse
Die als Santa-R-Klasse oder auch als Albatross-Klasse bezeichnete Schiffsklasse ist eine Baureihe von sieben Frachtschiffen, die von der Hamburger Reederei Claus-Peter Offen und dem Hamburger Emissionshaus MPC Capital in Auftrag gegeben und finanziert wurden und heute dem Schiffsfinanzhaus Ship Finance International gehören.
Die Kühlcontainerschiffe verfügten beim Bau über die weltweit größte Anzahl an Kühlcontainerstellplätzen.

## Geschichte
Die Santa-R-Baureihe besteht aus sieben baugleichen Panmax-Vollcontainerschiffen mit einer Kapazität von jeweils 4112 TEU, die im Jahr 2000 von der Hamburger Reederei Claus-Peter Offen bestellt und im Laufe des Jahres 2002 ausgeliefert wurden. Drei weitere Schiffe desselben Typs, Contship Aurora, Contship Australis und Contship Borealis, wurden von der südkoreanischen Daewoo-Werft für die Reederei Contship Containerlines gebaut. Zusammen bilden die zehn Schiffe die sogenannte Albatross-Klasse.
Sie sind als schnelle Kühlcontainerschiffe mit einer Kapazität von 1300 elektrischen Anschlüssen für integrierte Kühlcontainer ausgelegt und lösten damit die Kühlcontainerschiffe Dole Chile und Dole Columbia mit jeweils 990 Kühlcontaineranschlüssen als die vormals größten ihrer Art ab. Die reine Kühltransportkapazität pro Santa-R-Schiff entspricht etwa derjenigen der größten zurzeit fahrenden herkömmlichen Kühlschiffe.
Ein von der Bauwerft in Sulzerlizenz hergestellter 9RTA96C-B Zweitakt-Dieselmotor mit knapp 51.500 kW verhilft den Schiffen zu ihrer hohen Dienstgeschwindigkeit von 25,1 Knoten. Um die nötige Energie zum Betrieb der großen Anzahl an Kühlcontainern bereitstellen zu können, verfügt jedes der Schiffe über fünf Dieselgeneratoren mit einer Gesamtleistung über 10.000 kW. Ein Bugstrahlruder mit 1600 kW dient zum sicheren An- und Ablegen.

### Einsatzzeit
Bei Baubeginn hatte die Reederei für die Schiffe einen festen Chartervertrag über acht Jahre bei der Reederei P&O Nedlloyd (PONL). Darüber hinaus bestanden zwei Verlängerungsoptionen über weitere sieben bzw. fünf Jahre. PONL setzte die Schiffe in einem ostgehenden Linienverkehr um die Welt zwischen Europa, USA, Australien und Neuseeland ein. Zusammen mit den drei weiteren Schiffen der Albatross-Klasse übernahmen die Santa-R-Schiffe einen weiteren Dienst mit hohem Kühlladungsanteil, der vorher von Schiffen mit Porthole-Kühlcontainertechnik bedient wurde. So wurde unter anderem ein 1971/72 für ACT gebautes Quartett von Blue-Star-Line-Schiffen, die America Star, Queensland Star, Melbourne Star und Sydney Star mit jeweils 550 Reeferplätzen abgelöst. Die neue P&O Nedlloyd Remuera löste dabei im März 2002 in Auckland die alte Remuera ab. Nach der Übernahme von P&O Nedlloyd durch Maersk wurde ein Teil der Schiffe bis 2009/10 unter Maerskflagge weiterbeschäftigt und später bei mehreren anderen Charterern wie Hapag-Lloyd oder Hamburg Süd eingesetzt. Auch das Hauptfahrtgebiet der Schiffe, der Australien- und Neuseelanddienst, hat sich trotz des hohen Kühlcontaineranteils verlagert. So wurde auch die südamerikanische Westküste angefahren.
Nachdem die Finanzlage der Schiffsbeteiligungsgesellschaften im Jahre 2010 in Schieflage geraten war, wurde 2011 von den Gesellschaftern Geld nachgeschossen. Nachdem weiterhin kein tragfähiger Betrieb der Schiffe gelungen war, mussten die Beteiligungsgesellschaft MS Santa-R Schiffe mbH & Co. KG und die sieben Einschifffahrtsgesellschaften am 4. November 2013 Insolvenzanträge stellen. 2014 übernahm der norwegisch/bermudische Schiffsfinanzierer Ship Finance International (SFL) die sieben Einheiten, die seitdem in Charter der Schweizer Reederei Mediterranean Shipping Company in Fahrt sind.

## Die Schiffe
| Die Frachtmotorschiffe der Santa-R-Klasse | Die Frachtmotorschiffe der Santa-R-Klasse | Die Frachtmotorschiffe der Santa-R-Klasse          | Die Frachtmotorschiffe der Santa-R-Klasse | Die Frachtmotorschiffe der Santa-R-Klasse                                                                                           |
| ----------------------------------------- | ----------------------------------------- | -------------------------------------------------- | ----------------------------------------- | --- |
| Bauname                                   | IMO-Nummer                                | Kiellegung Stapellauf Ablieferung                  | Bauwerft / Baunummer                      | Spätere Namen und Verbleib |
| P&O Nedlloyd Remuera                      | 9227297                                   | 31. August 2001 11. November 2001 23. Januar 2002  | Samsung Heavy Industries, Koje / 1357     | Maersk Denia (2006) → Southampton Express (2007) → Santa Rafaela (2009) → MSC Anisha R. (2013) → in Fahrt                           |
| P&O Nedlloyd Encounter                    | 9227302                                   | 12. November 2001 19. Januar 2002 11. April 2002   | Samsung Heavy Industries, Koje / 1358     | Mærsk Dacartur (2006) → Mærsk Darcartur (2006) → Mærsk Decatur (2006) → Santa Rebecca (2010) → MSC Katya R. (2013) → in Fahrt       |
| P&O Nedlloyd Botany                       | 9227314                                   | 10. Dezember 2001 3. März 2002 28. Mai 2002        | Samsung Heavy Industries, Koje / 1359     | Mærsk Dunafare (2005) → Cap Ricarda (2010) → Santa Ricarda (2013) → MSC Zlata R. (2013) → in Fahrt                                  |
| P&O Nedlloyd Pegasus                      | 9227326                                   | 5. März 2002 12. Mai 2002 8. August 2002           | Samsung Heavy Industries, Koje / 1360     | Sydney Express (2003) → Mærsk Dominica (2006) → Cap Roberta (2010) → Santa Roberta (2013) → MSC Vidisha R. (2013) → in Fahrt        |
| P&O Nedlloyd Palliser                     | 9227338                                   | 14. Mai 2002 3. August 2002 10. Oktober 2002       | Samsung Heavy Industries, Koje / 1361     | Mærsk Damascus (2006) → Santa Romana (2010) → MSC Julia R. (2013) → in Fahrt                                                        |
| Columbus New Zealand                      | 9227340                                   | 17. Juni 2002 14. September 2002 26. November 2002 | Samsung Heavy Industries, Koje / 1362     | Maersk Duffield (2006) → Santa Rosanna (2010) → MSC Vaishnavi (2013) → MSC Whishnavi R. (2017) → MSC Vaishnavi R. (2013) → in Fahrt |
| P&O Nedlloyd Mairangi                     | 9244881                                   | 27. Juni 2002 21. Oktober 2002 20. Dezember 2002   | Samsung Heavy Industries, Koje / 1363     | MSC Marbella (2006) → Maersk Denton (2010) → Santa Rufina (2010) → MSC Apeato (2013) → MSC Arushi R. (2017) → in Fahrt              |